# Richard le Breton
 (juin 2025).
Améliorez-le ou discutez des points à vérifier. 
 (juin 2025).
Le contenu est difficilement compréhensible vu les erreurs de traduction, qui sont peut-être dues à l'utilisation d'un logiciel de traduction automatique.
Sir Richard le Breton ou Richard de Brito  ( fl. 1170) était l'un des quatre chevaliers qui assassinèrent en 1170 Thomas Becket, archevêque de Canterbury.
Roger Brito est répertorié dans le Domesday Book de 1086 comme détenant des terres sous la suzeraineté de l'Église de Long Sutton dans le Somerset, comté dans lequel la famille était plus tard installée à Sampford Brett ( alias Sandford-Bret). Sous le règne du roi Henri Ier (1100–1135), Sampford Brett était détenu par Simon le Bret, de la baronnie féodale de Dunster, par un service militaire d'un demi- fief de chevalier. Il a servi dans la maison du frère d'Henri II , Guillaume, comte de Poitou[réf. nécessaire] et était un proche voisin de la famille FitzUrse de Williton dans le Somerset,[réf. nécessaire] un membre de quelle famille était un autre des assassins de Thomas Becket. Simon le Bret eut deux fils : Richard Brito, l'un des assassins de Thomas Becket et Edmund le Bret, qui adopta le nom de famille de Sandford d'après son siège. Guillaume le Conquérant accorda un manoir dans la partie orientale de la paroisse de Great Stambridge dans l'Essex et un autre à Sanford dans le Somerset à un Normand nommé Auvrai Le Breton après la conquête normande de l'Angleterre. Un parent ultérieur, Simon Le Breton, eut deux fils, Richard et Edmund, qui héritèrent de leur part de Sanford et de Great Master Bridge. Tous deux faisaient partie de la cour royale du roi Henri II ; Richard Le Breton était notamment un ami proche du frère du roi, le prince Guillaume.
Lors de l'attaque de Becket en 1170 par les quatre chevaliers, Sir Reginald Fitzurse, Sir Hugh de Morville, Brito et Sir William de Tracy, Brito aurait brisé son épée en frappant la tête de Becket.
Selon Edward Grim :
 ... Mais le troisième chevalier infligea une grave blessure à celui qui était tombé ; de ce coup il brisa l'épée sur la pierre et sa couronne, qui était grande, se sépara de sa tête de sorte que le sang devint blanc du cerveau, mais le cerveau ne devint pas moins rouge du sang ; il viola l'apparence de l'église avec les couleurs du lys et de la rose, les couleurs de la Vierge et de la Mère et de la vie et de la mort du confesseur et du martyr...
Il cria : « Prenez cela, pour l'amour de mon seigneur Guillaume, le frère du roi ! » lorsqu'il porta le coup fatal. Les amis de Guillaume pensaient que le comte était mort d'un cœur brisé après que Thomas Becket eut refusé de l'autoriser à se marier.

## Conséquences
Après l'assassinat, les quatre chevaliers s'enfuirent en Écosse et de là au château de Knaresborough dans le Yorkshire. Tous les quatre furent excommuniés par le pape Alexandre III à Pâques 1171 et sommés d'entreprendre des pèlerinages pénitentiaires en Terre Sainte pendant 14 ans.
Brito a finalement pris sa retraite sur l'île de Jersey[réf. nécessaire]. Une pierre tombale pour l'un des Bretons de Jersey subsiste dans l'église Saint-Thomas de Salisbury. La duchesse de Cleveland dit que la famille Brett de Whitestaunton dans le Somerset descend des Brettes de Sampford Brett et sont les ancêtres de la famille Brett actuelle, les vicomtes Esher[réf. nécessaire].